# Josef Prorok
Josef Prorok (* 16. listopadu 1987 Praha, Československo) je bývalý český atlet, běžec–čtvrtkař.

## Biografie

### Počátek kariéry
Premiéru si odbyl na juniorském mistrovství světa 2006 v Pekingu, kde ve své disciplíně 400 m překážek postoupil do semifinále, se čtvrtkařskou štafetou pak zaběhl národní rekord 3:08,69, ale ani ten nestačil na finálovou bitvu (12.). O rok později, 2007, se nominoval na ME do 23 let v Debrecínu. Nepostoupil z rozběhu, chyběla mu k tomu na celkovém devátém místě za 51,16 sekund pouhá setina.

### 2009
Sezonu po olympijském roce si Prorok zopakoval start na evropském šampionátu dvaadvacetiletých. Tentokrát se v Kaunasu probil do finále ze sedmé příčky (50,48), kterou nedokázal zopakovat a musel se spokojit s osmou pozicí.

### 2010
Na halovém mistrovství světa 2010 v katarském Dauhá byl členem štafety 4 × 400 m, jíž se o 17 setin nepodařilo proniknout mezi šest nejlepších, tým Jiří Vojtík, Josef Prorok, Pavel Jiráň a Theodor Jareš skončil na HMS 2010 sedmý s výkonem 3:09,76. Vydařené ME mu však vyneslo titul "Objev roku" v pravidelné anketě ČAS, v hlavní kategorii skončil 11. V Barceloně se v seniorské konkurenci probojoval mezi nejlepší osmičku, kde podruhé během šampionátu zaběhl osobní rekord a současně podruhé pod 50 sekund (49,68).

### 2012
Na halovém MS 2012 v Istanbulu nedokázala čtvrtkařská štafeta ve složení Josef Prorok, Petr Lichý, Václav Barák a Theodor Jareš postoupit z rozběhu, když doplatila na smolné rozlosování. Nejenže jim byla přidělena nevděčná první dráha, ještě byl kvartet zařazen do jednoznačně silnějšího běhu. V něm i přes veškerou snahu obsadili šestou pozici, přitom v prvním z běhů by jejich čas 3:09,46 stačil na druhou, přímo postupovou pozici.
Také v létě se objevil ve štafetě, která v obměněné sestavě dosáhla na skvělý úspěch, páté místo, navíc Němeček, Maslák, Prorok a Holuša zaběhli národní rekord 3:02,72. Individuálně se Josefovi tolik nedařilo: v Helsinkách sice postoupil z rozběhu, obhájit pozici z Barcelony však nezvládl, v semifinále byl diskvalifikován; v Londýně zůstal hned v prvním kole.

### 2013
Na halovém ME 2013 ve švédském Göteborgu ve dnech 1. – 3. března 2013 v hale Scandinavium získal Josef svou první seniorskou medaili ve štafetě s kolegy ve složení Daniel Němeček, Josef Prorok, Petr Lichý a Pavel Maslák. Původně třetí Polsko bylo po protestu diskvalifikováno.
Atletickou kariéru ukončil předčasně v říjnu roku 2013 kvůli přetrvávajícím zdravotním problémům.